# Дело доктора Ватсона
«Дело доктора Ватсона» (англ. The Doctor's Case) — детективный рассказ американского писателя Стивена Кинга 1987 года, и опубликованный в авторском сборнике «Ночные кошмары и фантастические видения» в 1993 году. Другие названия — «Расследование доктора Уотсона», «Дело Ватсона».

## Сюжет
В своём рассказе Стивен Кинг обращается к произведениям Конан-Дойля о Шерлоке Холмсе. Это практически очередной рассказ о знаменитом сыщике, деле об убийстве. Только в данном случае Ватсону удаётся раскрыть дело прежде своего гениального друга. Убийство произошло в закрытом помещении в семье лорда Халла. Также в рассказе рассказывается и о недуге Шерлока Холмса, болезни, которая в любой момент может помешать ему в раскрытии преступления.

## Переводы на русский
- Н. Рейн («Дело Ватсона»)
- И. Почиталин («Расследование доктора Уотсона»)[1]